# 3826 Handel
3826 Handel eller 1973 UV5 är en asteroid i huvudbältet som upptäcktes den 27 oktober 1973 av den tyske astronomen Freimut Börngen vid Tautenburg-observatoriet. Den har fått sitt namn efter den tysk-brittiske kompositören Georg Friedrich Händel.
Asteroiden har en diameter på ungefär 4 kilometer.